# Brachymeria bottegi
Brachymeria bottegi är en stekelart som beskrevs av Masi 1929. Brachymeria bottegi ingår i släktet Brachymeria och familjen bredlårsteklar.
Artens utbredningsområde är:
- Etiopien.
- Kenya.
- Zimbabwe.

Inga underarter finns listade.